# Hafsydzi
Hafsydzi (arab. Banu Hafs) – muzułmańska dynastia berberyjska panująca na terenie obecnej Tunezji i krajów sąsiednich w latach 1228–1574, początkowo jako dziedziczni namiestnicy Almohadów. W 1236 Jahja I (1228-1249) ogłosił niezależność i znacznie poszerzył granice państwa, głównie w kierunku zachodnim. Syn Jahji, Muhammad I al-Mustansir (1249-1277) kontynuował dzieło ojca, ogłaszając się w 1253 kalifem (zwyczajowo jednak władcy hafsydzcy nazywani byli sułtanami). Powagi Muhammada w świecie mahometańskim nie zmniejszył nawet fakt, że jesienią 1270 zmuszony był złożyć ogromny okup francuskim krzyżowcom za odstąpienie od oblężenia stolicy. Kraj, także dzięki ożywionej działalności dyplomatycznej, stał się regionalną potęgą. Już jednak jego syn Jahja II został w 1279 obalony, co zapoczątkowało okres walk wewnętrznych. Po 1300 nastąpił rozpad kalifatu na część wschodnią ze stolicą w Tunisie i zachodnią, ze stolicą w Badży (fr. Bougie). Tę niekorzystną sytuację wykorzystały inne berberyjskie dynastie, Abdalwadydzi i Merynidzi. Ci ostatni w latach 40. (1347–1350) i 50. XIV wieku dwukrotnie okupowali terytorium hafsydzkie. Sytuację opanował dopiero Ahmad II, który panował w latach 1370–1394, zapewniając krajowi niemal stuletni okres rozkwitu. Ostatecznie jednak dynastia nie zdołała od początku XVI wieku powstrzymać rosnących wpływów hiszpańskich, a przede wszystkim tureckich i wraz z obaleniem przez Turków Muhammada VII nastąpił jej kres. 
Władcy hafsydzcy:
- Jahja I 1228–1249
- Muhammad I al-Mustansir 1249–1277
- Jahja II 1277–1279
- Ibrahim I 1279–1283
- Abd al Aziz 1283
- Ahmad ben Marzuk 1283–1284
- Umar I 1284–1295
- Muhammad II 1295–1309
- Abu Bakr I 1309
- Chalid I 1309–1311
- Zakarija I 1311–1317
- Muhammad III 1317–1318
- Abu Bakr II 1318–1346
- Ahmad I 1346–1347
- Abu Hafs Umar II 1347
- Al Fadl 1350
- Ibrahim II 1350–1369
- Chalid II 1369–1370
- Ahmad II 1370–1394
- Abd Al Aziz II 1394–1434
- Muhammad IV 1434–1435
- Usman 1435–1488
- Jahja III 1488–1489
- Abd Al Mu'min 1489–1490
- Zakarija II 1490–1494
- Muhammad V 1494–1526
- Muhammad VI 1526–1542
- Ahmad III 1542–1569

Panowanie tureckie 1569–1573
- Muhammad VII 1573–1574